# Medalla Conmemorativa del 250.º Aniversario de Leningrado
La Medalla Conmemorativa del 250.º Aniversario de Leningrado (en ruso: Медаль «В память 250-летия Ленинграда»), es una medalla conmemorativa estatal de la Unión Soviética establecida por decreto del Presídium del Sóviet Supremo de la URSS del 16 de mayo de 1957, para conmemorar el 250.º aniversario de la fundación de la ciudad de Leningrado. El reglamento de la medalla fue aprobado el 23 de mayo de 1957 por decisión del comité ejecutivo del Consejo de Diputados del Pueblo Trabajador de la ciudad de Leningrado.  Fue otorgado a miembros prominentes de la sociedad soviética, incluidos los veteranos de la Gran Guerra Patria y miembros en servicio de las fuerzas armadas por los servicios en tiempos de guerra y de paz en la ciudad de Leningrado.

## Estatuto
Según el reglamento de concesión de la medalla, se premió a los siguientes grupos de población:
- Ciudadanos de la ciudad que se distinguieron por realizar labores de restauración y reconstrucción de la ciudad y brindaron con su trabajo el desarrollo de su industria, transporte, economía urbana, comercio, instituciones científicas y culturales y educativas.
- Trabajadores, ingenieros y personal técnico y empleados de empresas industriales, proyectos de construcción, transporte y servicios municipales en Leningrado;
- Trabajadores de ciencia, tecnología, arte, literatura, educación y salud;
- Empleados de agencias gubernamentales, partidos, sindicatos, del Komsomol y otras organizaciones públicas;
- Personal militar, inválidos de guerra y laborables;
- Amas de casa que participaron activamente en la mejora de la ciudad, en el trabajo en las escuelas y en las instalaciones de cuidado infantil.

El premio estaba condicionado a haber residido en la ciudad de Leningrado o sus suburbios durante un mínimo de cinco años.
La base del premio fue el libro personal del participante en la restauración de la economía nacional. Este libro fue un documento que confirma la participación en la restauración de la ciudad. Indicó la norma de horas semanales que debe trabajar un residente en trabajos de restauración y el cumplimiento de la norma, avalada por el sello de la institución correspondiente.
La medalla también fue otorgada a los participantes en la defensa de Leningrado durante la Gran Guerra Patria, quienes recibieron la Medalla por la Defensa de Leningrado, independientemente de su lugar de residencia.
La medalla era otorgada en nombre del Presídium del Sóviet Supremo de la URSS por el comité ejecutivo del Consejo de Diputados del Pueblo Trabajador de la ciudad de Leningrado.
La medalla fue otorgada:
- En el caso de militares: por los comandantes de unidades militares, formaciones, jefes de instituciones, instituciones
- En el caso de civilesː por los comités ejecutivos de los Soviets de Diputados del Pueblo Trabajador de distrito y ciudad.

La medalla se lleva en el lado izquierdo del pecho y, en presencia de otras órdenes y medallas de la URSS, se coloca inmediatamente después de la Medalla Conmemorativa del 800.º Aniversario de Moscú. Si se usa en presencia de medallas y órdenes de la Federación de Rusia, estas últimas tienen prioridad.
Cada medalla venía con un certificado de premio, este certificado se presentaba en forma de un pequeño folleto de cartón de 8 cm por 11 cm con el nombre del premio, los datos del destinatario y un sello oficial y una firma en el interior.
Hasta el 1 de enero de 1995, la medalla se otorgó a aproximadamente 1 445 900 personas. El autor del dibujo de la medalla es el artista N.A. Sokolov.

## Descripción

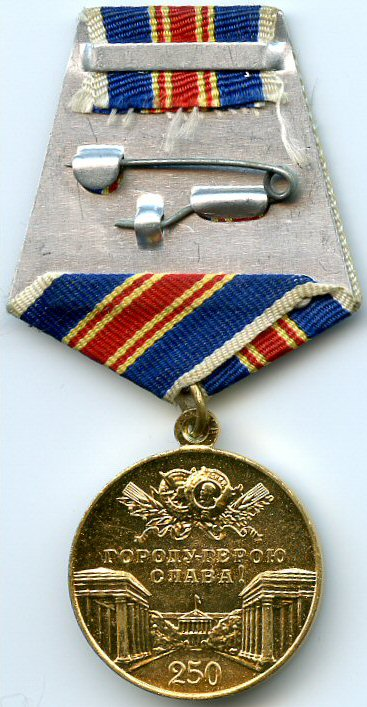
Reverso de la medalla

La medalla Conmemorativa del 250.º aniversario de Leningrado está hecha de metales no ferrosos y tiene la forma de un círculo regular con un diámetro de 32 mm con un borde elevado por ambos lados.
En el anverso en relieve, el Monumento a Lenin en la estación de tren de Finlyandsky con el río Nevá y el edificio del Almirantazgo al fondo. Debajo del monumento a Lenin, la imagen de la hoz y el martillo con una rama de laurel a la izquierda y pancartas desplegadas a la derecha. Sobre el brazo extendido de Lenin, una estrella de cinco puntas con rayos radiantes. En la parte superior, a lo largo de la circunferencia de la medalla, la inscripción en relieve «En conmemoración del 250 aniversario de Leningrado» (en ruso: «В память 250-летия Ленинграда»).
En el reverso, el Instituto Smolny, justo debajo del edificio, el número «250». En la parte superior, dentro de una corona de ramas de roble y laurel, la Orden de Lenin y la Orden de la Bandera Roja, que fueron otorgadas a la ciudad de Leningrado, debajo de las órdenes, la inscripción a dos líneas «¡GLORIA A LA CIUDAD DE LOS HÉROES!» (en ruso: «ГОРОДУ- ГЕРОЮ СЛАВА!»).
La medalla se asegura a una montura pentagonal rusa estándar mediante un anillo a través del lazo de suspensión de la medalla. La montura estaba cubierta por una cinta muaré de seda azul de 24 mm de ancho con franjas de borde blanco de 2 mm y una franja roja central de 4 mm flanqueada por tres franjas amarillas, rojas y amarillas de 1 mm cada una.